# Les Clark (animateur)
Pour les articles homonymes, voir Les Clark et Clark.
Ne doit pas être confondu avec Lee Clark (homonymie).
Leslie James Clark, dit Les Clark, est un animateur et réalisateur américain né le 17 novembre 1907 à Ogden, Utah (États-Unis), décédé le 11 septembre 1979 à Santa Barbara (Californie). Il était membre de la légendaire équipe des Neuf Sages de Disney (Nine Old Men) des studios Disney.

## Biographie
Leslie James Clark naît le 17 novembre 1907 à Ogden dans l'Utah de James Clark, charpentier, et Lute Wadsworth. Il est l'aîné d'une fratrie de douze enfants. Sa famille s'installe dans l'Idaho à Salt Lake City puis à Twin Falls où il est scolarisé avant de partir finit ses études à l'université de Venice à Los Angeles en Californie,.
À l'été 1925, il trouve un travail de serveur dans un restaurant sur Hollywood Boulevard près du studio d'Hyperion Avenue, dans lequel viennent manger les employés Disney. Ses aptitudes graphiques lui permettent de dessiner les menus de la vitrine. Il obtient son diplôme universitaire en 1927 et présente ses dessins à Walt Disney, qui l'engage le 23 février 1927 et signe son contrat le 15 mars 1927 quatre jours après avoir reçu son diplôme de la Venice High School. Son premier crédit est Alice's Picnic réalisé en mars.
Les Clark est engagé aux Studios Disney pour aider à la production des Alice Comedies. Il apparaît pour la première fois au générique de Alice's Picnic. Il participe ensuite à un court métrage de la série Oswald le lapin chanceux sur laquelle il est intervalliste. Il passe rapidement sur la production des Mickey Mouse dont Steamboat Willie puis des Silly Symphonies. Son premier poste d'animateur est sur La Danse macabre (1929).
Il est le plus ancien et le seul des Nine Old Men à avoir travaillé avec Ub Iwerks sur le personnage de Mickey Mouse depuis sa création avec Steamboat Willie. Cette ancienneté lui a permis de se spécialiser dans l'animation de Mickey Mouse. Durant les années, il travaille sur presque chaque phase artistique et de production de l'animation et joue un rôle important dans toutes les productions majeures du studio.
Par la suite, il supervisa l'animation de la plupart des longs-métrages jusqu'à La Belle et le Clochard (1955) puis se tourna vers la réalisation de nombreux courts-métrages et documentaires éducatifs. Ce serait Walt Disney qui après l'avoir nommé réalisateur de séquence sur La Belle au bois dormant qui lui confia cette tâche. À partir du milieu des années 1960, il se consacre à la télévision. Il prend sa retraite en 1975 à Santa Barbara où il meurt le 12 septembre 1979 d'un cancer du poumon,. Quand il prend sa retraite il est le plus ancien employé avec une activité continue du studio.
En 1989, il est nommé à titre posthume une Disney Legends avec l'ensemble des Neuf Sages.

## Filmographie

### Comme animateur
- 1927 : Alice's Picnic
- 1927 : Alice's Channel Swim
- 1927 : Alice's Medicine Show
- 1927 : Alice the Whaler
- 1927 : Alice the Beach Nut
- 1927 : Alice in the Big League
- 1927 : All Wet
- 1927 : Poor Papa
- 1928 : Steamboat Willie, intervalliste
- 1929 : Bal de campagne (The Barn Dance)
- 1929 : Mickey laboureur (The Plow Boy)
- 1929 : L'Opéra (The Opry House)
- 1929 : When the Cat's Away
- 1929 : Champ de bataille (The Barnyard Battle)
- 1929 : The Karnival Kid
- 1929 : La Danse macabre (The Skeleton Dance)
- 1929 : El Terrible Toreador
- 1929 : Springtime
- 1929 : Les Rythmes de la jungle (Jungle Rhythm)
- 1929 : Les Cloches de l'Enfer (Hell's Bells)
- 1929 : Les Joyeux Nains (The Merry Dwarfs)
- 1930 : Summer
- 1930 : Autumn
- 1930 : Concert rustique (The Barnyard Concert)
- 1930 : Cannibal Capers
- 1930 : Just Mickey
- 1930 : Frolicking Fish
- 1930 : Arctic Antics
- 1930 : Midnight in a Toy Shop
- 1930 : Nuit (Night)
- 1930 : Monkey Melodies
- 1930 : Gare au gorille (The Gorilla Mystery)
- 1930 : Winter
- 1930 : Les Joueurs de Pan (Playful Pan)
- 1931 : Woody goguenarde (Birds of a Feather)
- 1931 : Les Chansons de la mère l'oie (Mother Goose Melodies)
- 1931 : En plein boulot (The Busy Beavers)

### Comme réalisateur
- 1955 : You the Human Animal
- 1958 : Paul Bunyan
- 1965 : Goofy's Freeway Troubles
- 1965 : Donald's Fire Survival Plan
- 1970 : I'm No Fool with Electricity
- 1973 : VD Attack Plan
- 1973 : Monstres et mystères ou les créatures mythologiques de notre société (Man, Monsters and Mysteries)

## Récompenses et nominations
En 1989, il est nommé Disney Legend aux côtés des autres Nine Old Men.